# G-kwadrupleks

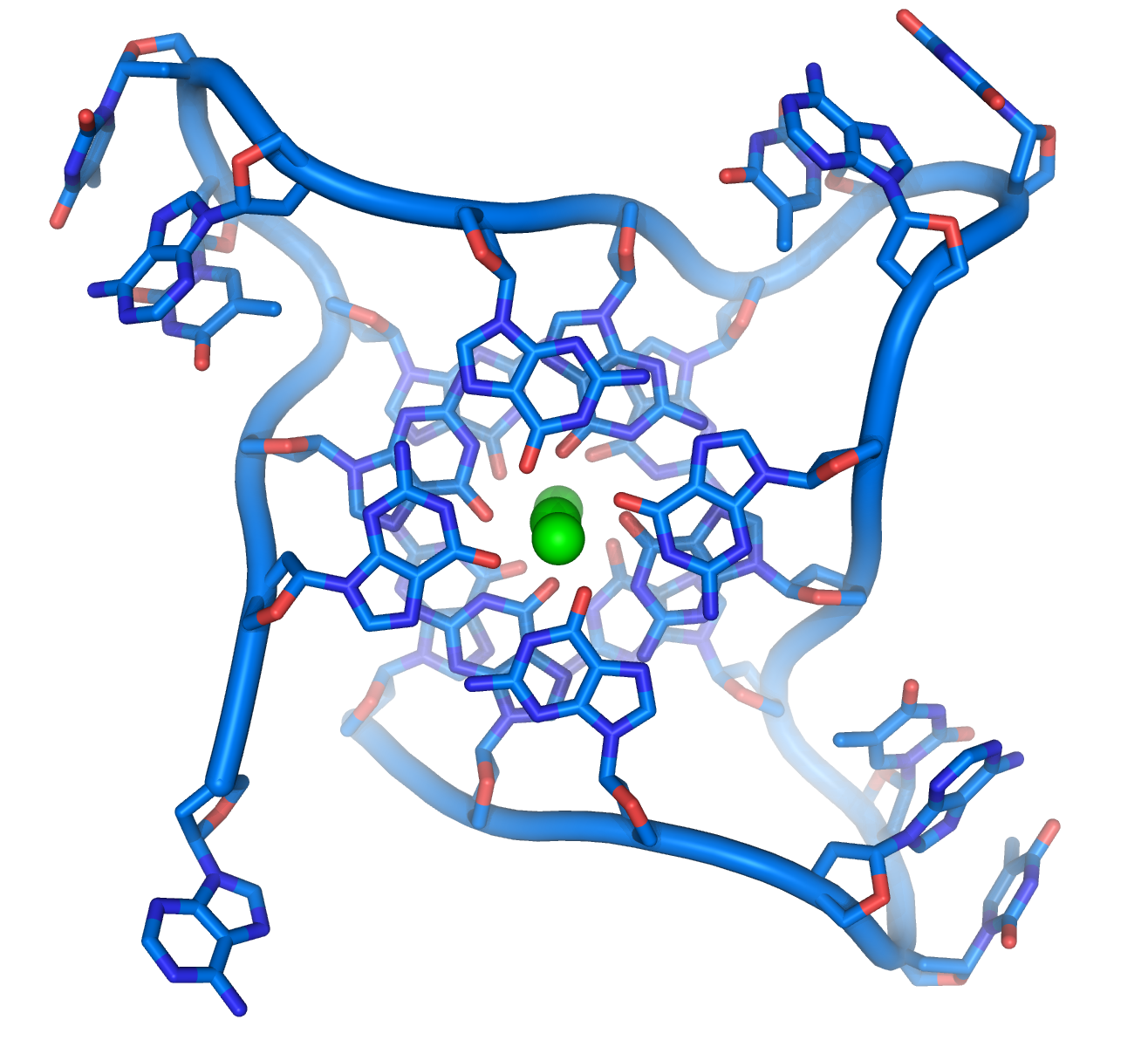
Przestrzenna wizualizacja G4-DNA – na zielono w centrum – jony metali

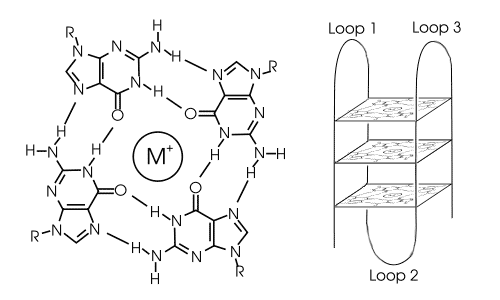
Schemat G4-DNA

G-kwadrupleks (G4-DNA) – sekwencja polinukleotydów, która formuje specyficzną strukturę tetrad guaninowych stabilizowanych poprzez wiązania wodorowe Hoogsteena. G4-DNA stabilizowane są dodatkowo przez zwykle kation potasowy. Mogą być formowane z DNA, RNA, LNA lub PNA. Możliwe są też kwadrupleksy hybrydowe, np. zawierające zarówno DNA, jak i RNA. G-kwadrupleksy mogą być formowane z jednej, dwóch lub czterech nici polinukleotydów.
W genomowym DNA sekwencje kwadrupleksowe występują między innymi w telomerach i miejscach regulatorowych.